# Exuvia (singolo)
Exuvia è un singolo del rapper italiano Caparezza, pubblicato il 31 marzo 2021 come primo estratto dall'album omonimo.

## Descrizione
Il brano, dalla forte impronta elettronica, affronta il tema del rito di passaggio dove il protagonista del testo si libera dalla routine cittadina per abbracciare la natura.

## Tracce
Testi e musiche di Michele Salvemini.
1. Exuvia – 4:45

## Formazione
Musicisti
- Michele Salvemini – voce, arrangiamento, tastiera
- Gaetano Camporeale – arrangiamento, tastiera
- Alfredo Ferrero – arrangiamento, chitarra acustica ed elettrica
- Rino Corrieri – batteria acustica
- Giovanni Astorino – basso
- Davide Mangione – falsetto

Produzione
- Michele Salvemini – produzione, pre-produzione
- Gaetano Camporeale – pre-produzione
- Alfredo Ferrero – pre-produzione
- Antonio Porcelli – registrazione
- Francesco Aiello – registrazione
- Chris Lord-Alge – missaggio
- Brian Judd – assistenza al missaggio
- Adam Chagnon – ingegneria del suono aggiuntiva
- Chris Gehringer – mastering